# Venusia participata
Venusia participata är en fjärilsart som beskrevs av Grentzenberg 1869. Venusia participata ingår i släktet Venusia och familjen mätare. Inga underarter finns listade i Catalogue of Life.